# Alexandre Sumpf
Pour les articles homonymes, voir Sumpf.
Alexandre Sumpf, né en 1977 à Paris, est un historien et universitaire français. Il est maître de conférences habilité à diriger les recherches à l'université de Strasbourg. Ses principaux thèmes de recherche sont l'histoire sociale et politique de la Russie/URSS de la première moitié du XXe siècle et l'histoire du cinéma.

## Biographie
Entré à l'École normale supérieure de la rue d'Ulm en 1998, Alexandre Sumpf est agrégé d'Histoire en 2000, docteur en Histoire en 2006, maître de conférences en Histoire contemporaine en 2008, habilité à diriger les recherches en 2018. Il est également membre honoraire de l'Institut universitaire de France en 2014.

## Travaux
Alexandre Sumpf soutient sa thèse de doctorat à l'université de Toulouse II-Le Mirail sous la direction de Jean-Paul Depretto. Il consacre ses premiers travaux à la propagande du communisme par les bolcheviks à la campagne, dans les années 1920, notamment au moyen du cinéma.
Il oriente ensuite  ses recherches d'une part vers les conflits mondiaux, de l'autre vers le cinéma de non-fiction. Il a ainsi coordonné avec Valérie Pozner le projet Cinésov: le cinéma en URSS pendant la guerre, 1939-1949 (2012-2016). Cette recherche collective a débouché sur l'exposition organisée au Mémorial de la Shoah en 2015: Filmer la Guerre. La Shoah vue par les Soviétiques (1941-1946), médiatisée dans le cadre du 70e anniversaire de la découverte du centre de mise à mort d'Auschwitz par l'Armée rouge,,,,.

## Publications
- Paysans et éducation politique dans la Russie des années 1920, CNRS Éditions, coll. « Mondes russes », 2010, 404 p.[10].
- De Lènine à Gagarine : Une histoire sociale de l'Union Soviétique, Paris, Gallimard Folio, coll. « Histoire inédite », 2013, 944 p.[11].
- La Grande Guerre oubliée: 1914-1918, Paris, Perrin, 2014, 526 p.[12]. édition de poche Tempus (Perrin) 2017.
- Paris-Ces photos qui racontent l'Histoire, Parigramme, 2015, 154 p. (ISBN 2840968746)
- Révolutions russes au cinéma : Naissance d'une nation, URSS 1917-1985, Paris, Armand Colin, 2015, 240 p.[13].
- Raspoutine, Paris, Perrin, 2016, 346 p.[14],[15],[16].
- La Russie et les Russes en révolutions, Paris, Perrin, 500 p.[17],[18],[19]
- (en) Alexandre Sumpf, The Broken Years : Russia's Disabled War Veterans, 1904 -1921, Cambridge University Press, 2022 (ISBN 1316517748)
- Okhrana, Paris, éditions du Cerf, 2022, 444 p. (ISBN 978-2-204-14520-6)
- Lénine, Paris, Flammarion, 2023, 640 p. (ISBN 9782080255204)[20]